# Упразднение монархии
Упразднение монархии влечет за собой прекращение монархических элементов в правительстве, обычно наследственных.
Упразднение осуществлялось различными способами, в том числе путем отречения от престола, приведшего к упадку монархии, законодательной реформы, революции, государственного переворота и деколонизации. Упразднение стало более частым явлением в XX веке, когда число монархий в Европе сократилось с 22 до 12 в период с 1914 по 2015 год, а число республик выросло с 4 до 34. Деколонизация и независимость привели к упразднению монархий в ряде бывших колоний, таких как колонии, созданные Соединенным Королевством.
Мотивацией упразднения являются такие причины, как эгалитаризм и анти-классовые взгляды, оппозиция не демократических и наследственных институтов, восприятие монархии как анахронизма или устаревшей формы правления, а также оппозиция определенному монарху или династии. Во многих колониях и бывших колониях отмена влияния монархии колонизирующего государства считается частью деколонизации. Во многих государствах Содружества монархия может рассматриваться как иностранный институт, идущий вразрез с национальной идентичностью или национальным суверенитетом.
В XXI веке в некоторых странах, являющихся монархиями, таких как Испания и Австралия, существуют значительные республиканские движения.
С начала 20 века реставрация монархий происходила сравнительно редко. Примерами могут служить монархия Испании, которая с 1947 года была регентством с вакантным троном, но была восстановлена в 1975 году; восстановление в 1991 году эмира Кувейта после упразднения в 1990 году и войны в Персидском заливе; и переход Камбоджи в 1993 году от марксистско-ленинской республики к выборной монархии.

## Возрождение классической западной антимонархической традиции в XVII веке
Под руководством Оливера Кромвеля в 1649 году король Карл I был осужден за государственную измену, а впоследствии и казнён. Это ознаменовало завершение Гражданской войны в Англии, в результате которой английский парламент свёрг английскую монархию и положил начало периоду Английской республики (известной как Войны трёх королевств). Спустя одиннадцать лет, в 1660 году, ограниченная монархия была восстановлена, но под контролем независимого парламента.

## Рассвет республиканских революций XVIII века

### Америка
Организованный антимонархизм на территории нынешних Соединённых Штатов развился в результате постепенной революции, начавшейся в 1765 году, когда колонисты сопротивлялись гербовому налогу путем бойкота и осуждения налоговых органов. Хотя они находились под властью парламента Великобритании (поскольку монархия была ограниченной монархией с 1660 года), граждане Северной Америки все чаще вступали в конфликт с парламентом, который не предоставлял места для парламентских представителей из Северной Америки. С принятием Декларации независимости в 1776 году антимонархическая пропаганда вызвала жестокие протесты, в ходе которых систематически удалялись символы монархии. Например, в Нью-Йорке была свергнута конная статуя Георга III. Парламентские лоялисты особенно пострадали от нападений партизан, и десятки тысяч из них уехали в Британскую Канаду. Оставшееся имущество было конфисковано каждым из тринадцати вновь созданных штатов в соответствии с недавно принятыми законами. Артефакты колониального периода, изображающие британскую монархию, редко встречаются на территории Соединённых Штатах. Однако не все настроения приравнивались к антимонархизму. Нормальность монархии во главе государства всё ещё оставалась, так что некоторые американцы видели президентство в монархических терминах, например Цезарь республики, ранний дебат в новой республике.

### Европа
Одно из самых значительных упразднений монархии в истории — наряду с Голландской республикой 1581—1795 годов — вовлекло французскую монархию в 1792 году во Французскую революцию. Французская монархия впоследствии несколько раз восстанавливалась с различными уровнями власти. Наполеон I, первоначально герой Республиканской революции, короновал себя императором в 1804 году, но в 1815 году его сменила реставрация Бурбонов, которая, в свою очередь, была заменена более либеральной июльской монархией в 1830 году. Революция 1848 года была явным антимонархическим восстанием, которое заменило преемственность королевских лидеров недолговечной Второй Французской республикой. Луи-Наполеон Бонапарт основал Вторую Французскую империю (1852—1870), сохранив республиканские аспекты, но поставив себя в центр государства, пока потери во франко-прусской войне не привели к его падению, что привело к Третьей Французской республике и окончательному концу монархии во Франции.

## Экспансия XIX века, а затем крах колониальных монархий

### Азия
Бирма
Монархия Бирмы была упразднена в 1885 году, когда последний король, Тибо Мин, потерял трон, а страна была аннексирована Британией.
Южная Азия
В 1858 году Империя Великих Моголов прекратила свое существование после поражения в войне против Британии, а ее император, Бахадур Шах II, потерял свой трон.

### Америка
Бразилия
В Бразилии монархия была упразднена в 1889 году, когда император Педру II был свергнут в результате республиканского военного переворота (статус республики был подтвержден плебисцитом 1993 года, в результате которого республиканское правительство подало 86 % голосов).
Мексика
Первая Мексиканская империя просуществовала с момента провозглашения независимости в сентябре 1821 года до отречения императора в марте 1823 года. Временное правительство пришло к власти, и в 1824 году была провозглашена Первая Мексиканская республика. Из-за французской интервенции при Наполеоне III Вторая Мексиканская империя просуществовала с 1864 по 1867 год, когда она рухнула, а ее император, Максимилиан I, был казнён.

### Африка
Зимбабве
В 1629 году Мвенемутапа попытался изгнать португальцев. Он потерпел неудачу и, в свою очередь, сам был свергнут, что привело к португальскому установлению Мавура Мханде Фелипе на троне. В 1917 году Мамбо Чиоко, последний король династии, был убит в битве с португальцами.
Мадагаскар
Монархия Мадагаскара, известная как Королевство Мерина, прекратила свое существование в 1897 году, когда Франция сделала его колонией и свергла королеву Ранавалуну III.

### Европа
Испания
В Испании монархия была упразднена с 1873 по 1874 год Первой Испанской республикой, но затем восстановлена до 1931 года.
Италия
Между 1859 и 1861 годами четыре монархии в Южной Европе прекратили свое существование (Парма, Модена, Тоскана и Две Сицилии), когда все они стали частью нового Королевства Италии.

### Тихий океан
Гавайи
В 1893 году иностранные бизнесмены свергли Королеву Гавайского королевства Лилиуокалани. Они создали республику, которая была аннексирована США в 1898 году.
Таити
Монархии Таити пришел конец в 1880 году, когда Франция сделала его колонией и свергла короля Помаре V.

## Глобальный конец монархий XX века

### Национализм
Греция
На протяжении всей насыщенной событиями современной истории Греции монархия была свергнута и восстановлена несколько раз между двумя мировыми войнами и после них. Последний король, Константин II, был вынужден отправиться в изгнание после переворота в 1967 году, а в 1973 году тогдашней военной диктатурой была провозглашена республика. Окончательное упразднение монархии было подтверждено подавляющим большинством голосов после восстановления конституционной законности путем свободного референдума в 1974 году.
Китай
Китайская монархия прекратила свое существование в 1912 году, когда Синьхайская революция под руководством Сунь Ятсена привела к свержению императора Сюаньтуна; это ознаменовало конец династии Цин и начало Китайской республики. В 1915 году Юань Шикай провозгласил себя императором Китайской империи; режим не смог обрести легитимность и рухнул через три месяца. В 1917 году сторонник династии Цин Чжан Сюнь попытался возродить династию Цин и ненадолго восстановил императора Сюаньтуна на китайском троне; эта попытка известна в историографии как «Маньчжурская реставрация».
Во время Синьхайской революции Внешняя Монголия провозгласила независимость от китайской династии Цин в ходе Монгольской революции 1911 года. Впоследствии было провозглашено Богдское ханство Монголии, хотя Китайская республика претендовала на Внешнюю Монголию и была широко признана международным сообществом как обладающая суверенитетом над ней. В 1924 году была создана Монгольская Народная Республика, положившая конец монархии в Монголии.
Италия, Албания, Болгария, Венгрия, Румыния, Югославия
Вторая Мировая война ознаменовалась новой волной упразднения монархии. В 1939 году Италия вторглась в Албанию и сместила правящего самопровозглашенного короля Зогу и провозгласила своего короля Виктора Эммануила III в качестве нового монарха. Италия вместе с восточноевропейскими монархиями Болгарии, Венгрии и Румынии присоединилась к Германии во Второй мировой войне против Королевства Югославии, западных союзников и Советского Союза. Когда державы Оси потерпели поражение в войне, коммунистические партизаны в оккупированной Югославии и оккупированной Албании захватили власть и положили конец монархиям. Коммунисты в Болгарии, Венгрии и Румынии свергли свои монархии при твердой поддержке Советского Союза, который разместил во время войны на территории этих стран много своих войск. Таким образом, Пётр II Карагеоргиевич, Симеон II и Михай I лишились своих престолов. Король Италии Виктор Эммануил III во время войны перешел на сторону западных союзников, но референдум в 1946 году положил конец недолгому правлению его сына короля Умберто II, и итальянская монархия прекратила свое существование.

### Республиканизм
На референдуме 1999 года избиратели Австралии отклонили предложение заменить конституционную монархию парламентской республикой с президентом, назначаемым парламентом. Предложение было отклонено во всех штатах, за него проголосовала только Австралийская столичная территория. Хотя опросы неизменно показывали большинство в пользу республики, результат референдума был связан с расколом среди республиканцев между теми, кто поддерживал представленную модель, и теми, кто поддерживал прямое избрание президента.

### Коммунизм и социализм
Афганистан
В 1973 году монархия короля Афганистана Мухаммеда Захир-Шаха была упразднена после поддерживаемого социалистами государственного переворота, возглавляемого Мухаммедом Дауд-Ханом из той же королевской семьи Мусахибан.
Германия, Австро-Венгрия, Османская империя, Черногория
Побежденные Германская, Австро-Венгерская и Османская империи вскоре после окончания первой мировой войны упразднили свои монархии, положив конец правлениям Вильгельма II, Карла I и Мехмеда VI соответственно. Вскоре отреклись от престола монархи составляющих государств Германской империи, в первую очередь Людвиг III Баварский, Фридрих Август III Саксонский и Вильгельм II Вюртембергский. Во время войны планировались монархии для Польши (Царство Польское), Великого княжества Финляндского (чтобы иметь финского короля) и Литвы (Миндаугас II Литовский), с протекторатной зависимостью от Германии. Оба предполагаемых короля отказались от своих престолов после поражения Германии в ноябре 1918 года. Король Черногории Никола I потерял свой трон, когда страна вошла в состав Югославии в 1918 году.
Индокитай
В 1945 году, во время августовской революции, Бао-дай-де отрекся от престола под давлением Вьетминя во главе с Хо Ши Мином. Это ознаменовало конец династии Нгуен и вьетнамской монархии. С 1949 по 1955 год Бао-дай-де служил как Quốc Trưởng (букв. «Глава государства») государства Вьетнам и не получил титула Hoàng Đế (букв. «Император»).
Политические потрясения и восстание коммунистов положили конец монархиям Индокитая после Второй мировой войны: недолговечная попытка оставить монархическую форму правления в постколониальном Южном Вьетнаме закончилась фальшивым референдумом 1955 года, военный переворот свёрг монархию без короля в Камбодже в 1970 году и приход к власти коммунистов положили конец монархии в Лаосе в 1975 году. Позже монархия Камбоджи пережила неожиданное возрождение в рамках мирного урегулирования при международном посредничестве, когда бывший король Нородом Сианук был восстановлен в качестве номинального главы государства в 1993 году.
Испания
В Испании монархия была снова отменена в 1931 году Второй Испанской республикой (1931—1939). В 1947 году генерал Франко объявил Испанию королевством, а в 1969 году назначил своим преемником Хуана Карлоса Бурбонского. Принц Испании стал королем после смерти Франко в 1975 году, и в 1978 году при нем была восстановлена конституционная монархия.
Португалия
Монархия Португалии была также свергнута в 1910 году (5 октября), через два года после убийства короля Карлуша I, положив конец правлению Мануэля II, который умер в изгнании в Англии (1932), не оставив потомства.
Россия
Первая мировая война привела, пожалуй, к самой большой в истории волне упразднении монархий. Условия внутри России и плохие результаты войны привели к революции, которая свергнула весь институт монархии, за которой последовала вторая революция против этого правительства в октябре того же года, когда казнили царя (императора (Императоръ)) Николая II и установили марксистско-ленинское правительство.
Сикким
Король Сиккима Палден Тондуп Намгьял потерял свой трон в 1975 году, когда после референдума страна стала штатом Индии.
Средний Восток
Иранская монархия была упразднена исламской революцией, свергнувшей власть Мохаммеда Реза Пехлеви.
Эфиопия
Император Хайле Селассие был свергнут в 1974 году в результате марксистского переворота, положившего конец почти 3000-летнему монархическому правлению в Эфиопии.

### Диктатура
Египет
Монархия Египта была упразднена в 1953 году, после революции 1952 года, в результате которой король Фарук I отрекся от престола в пользу своего малолетнего сына Фуада II.
Ирак
Монархия в Ираке была упразднена в 1958 году, когда король Фейсал II был убит и была провозглашена республика.
Йемен
Монархия Йемена была упразднена в 1962 году, когда король Мухаммад аль-Бадр был свергнут в результате государственного переворота, хотя он продолжал сопротивляться своим противникам до 1970 года.
Ливия
Король Ливии Идрис был свергнут в результате военного переворота под руководством Муаммара Каддафи в 1969 году.
Тунис
Власть монархии Туниса закончилась в 1957 году, когда Мухаммад VIII аль-Амин потерял свой трон.

### Экспансия империализма и деколонизация
Корея
В 1910 году последний император Кореи Сунджон потерял свой трон, когда страна была аннексирована Японией. Тем не менее, корейская королевская семья была медиатизирована как марионеточная семья в японской императорской семье. Многие члены корейской королевской семьи были насильственно перевоспитаны в Японии и вынуждены жениться на японских королевских особах и аристократах, чтобы объединить правящие семьи двух империй. С упразднением японской аристократии и кадетских ветвей императорской семьи корейские королевские особы официально утратили свой прежний статус.
Содружество Наций
Многие монархии были упразднены в середине 20 века или позже как часть процесса деколонизации. Монархии Индии, Ганы, Нигерии, Кении, Танганьики, Уганды, Гайаны и Малави были упразднены вскоре после того, как стали независимыми от Соединенного Королевства, оставаясь в составе Содружества. Монархия Ирландии не была упразднена после ирландской войны за независимость в 1920-х годах. Монархия была упразднена Законом Ирландской Республики 1948 года, который вступил в силу в 1949 году. Некоторые государства Содружества немного подождали, прежде чем упразднить свои монархии: Пакистан стал республикой в 1956 году, а Южная Африка — в 1961 году. Гамбия упразднила свою монархию в 1970 году, а Сьерра-Леоне стала республикой в 1971 году, как и Шри-Ланка в 1972 году, Мальта в 1974 году, Тринидад и Тобаго в 1976 году и Фиджи в 1987 году. Последней страной, которая стала республикой в рамках Содружества, был Барбадос в 2021 году.
Южная Азия
Независимость индийского субконтинента от прямого британского правления в 1947 году представляла собой уникальную проблему. С 1858 года, когда британское правительство взяло на себя прямое управление субконтинентом, он управлялся как квазифедерация, причем большая часть субконтинента (известная как Британская Индия) находилась под прямым управлением британского суверена. Остальная часть субконтинента, однако, находилась под формой косвенного правления через ее разделение и подразделение на более чем 500 субнациональных монархий, известных как княжеские государства; каждой из них управлял принц в дополнительном союзе с британским правительством. Княжеские государства варьировались от могущественных и в значительной степени независимых княжеств, таких как Хайдарабад или Майсур, с высоким уровнем автономии, до крошечных вотчин размером в несколько десятков гектаров. Получившаяся имперская структура во многом была похожа на структуру Германской империи до Первой мировой войны.
В 1947 году было решено, что Индийский субконтинент будет разделен на независимые британские владения Индии и Пакистана, а княжеские государства присоединятся к той или иной нации. Процесс присоединения прошел гладко, за исключением четырех наиболее влиятельных княжеств. Мусульманский правитель штата Джунагадх с преобладающим индуистским населением присоединился к Пакистану, но его решение было отменено индийским правительством, а Хайдарабад решил стать независимым, но был насильственно присоединен к Индии в 1948 году. Правитель Джамму и Кашмира, одного из крупнейших и могущественных княжеств, но с мусульманским большинством населения, сначала воздержался от принятия решения. Осенью 1947 года силы вторжения из Пакистана напугали правителя и заставили его присоединиться к Индии. Правитель Калата в Белуджистане провозгласил свою независимость в 1947 году, после чего государство было насильственно объединено с Пакистаном, в результате чего восстание продолжается до сих пор. С принятием индийской конституции в 1950 году Индия отменила свою монархию под британской короной и стала республикой в составе Содружества наций, за которой в 1956 году последовал Пакистан; в результате обоих событий большинство князей формально утратили свои суверенные права. Несколько оставшихся княжеств в Пакистане сохранили свою автономию до 1969 года, когда они, наконец, присоединились к Пакистану. Индийское правительство официально прекратило признание своих княжеских семей в 1971 году, а затем Пакистан в 1972 году.
Япония
Уникальный результат Второй мировой войны заключался в том, что император Японии Хирохито стал номинальной фигурой вместо того, чтобы полностью потерять трон. Японский император играл спорную, но важную роль в войне Японии против союза наций. Понижение в статусе от божественного существа до номинальной фигуры происходило по указанию Соединенных Штатов.

### Монархизм
На референдуме в Бразилии в 1993 году избиратели отвергли попытку восстановления монархии в стране. Продолжаются безуспешные попытки восстановить монархию некоторых балканских государств бывшего Восточного блока. Бывшему королю Румынии Михайу I и принцу Сербии Александру было разрешено вернуться, они приобрели некоторую популярность, играли в значительной степени аполитичные общественные роли, но так и не приблизились к тому, чтобы вернуться на свои исконные престолы. Однако в Болгарии Симеон II, который был свергнут с болгарского престола в 1946 году, был избран и недавно занимал пост премьер-министра своей страны с 2001 по 2005 год. Единственной бывшей социалистической страной, которая провела референдум о монархии, была Албания, где претендент на трон своего отца, самозваный Лека I, проиграл большинством в 2/3 голосов, хотя позже, после смерти Леки в 2011 году, албанское правительство обнаружило, что референдум был сфальсифицирован в пользу республики.

### Новые монархии в XX веке
В 20-м веке также образовался ряд новых монархий, которые существуют и по сей день, например: Бутан (1907), Иордания (1921), Саудовская Аравия (1932) и Малайзия (1957).

### Сводная таблица XX века
| Страна                  | Страна                                 | Последний монарх                                   | Год         | Примечания |
| 1900-е годы             | 1900-е годы                            | 1900-е годы                                        | 1900-е годы | 1900-е годы |
| ----------------------- | -------------------------------------- | -------------------------------------------------- | ----------- | --- |
|                         | Королевство Денди                      | Askia Malla                                        | 1901        | Захваченная французами, страна стала частью Французской Западной Африки. |
|                         | Ашанти                                 | Prempeh I                                          | 1902        | Захваченная англичанами, страна стала частью британской колонии Золотого берега. |
|                         | Ойо                                    | Adeyemi I Alowolodu                                | 1905        | Последний монарх умер, страна вошла в состав британского протектората Южная Нигерия. |
|                         | Мвали                                  |                                                    | 1909        | Страна была включена в состав Третьей Французской республики. |
| 1910-е годы             |                                        |                                                    |             | |
|                         | Королевство Португалия                 | Мануэл II                                          | 1910        | Республиканский государственный переворот. |
|                         | Корейская империя                      | Сунджон                                            | 1910        | Местная монархия упразднена; сменилась правлением японской монархией, до 1945 года. |
|                         | Султанат Ангоче                        |                                                    | 1910        | Захваченная португальцами, страна была включена в состав Португалии. |
|                         | Королевство Нри                        | Eze Nri Òbalíke                                    | 1911        | Захваченная англичанами, страна вошла в состав британского протектората Южная Нигерия. |
|                         | Королевство Касанье                    |                                                    | 1911        | Страна была включена в состав Португальской Западной Африки. |
|                         | Империя Цин                            | Пу И                                               | 1912        | Синьхайская революция — император свергнут военачальниками и республиканцами. |
|                         | Ндзуани                                | Saidi Mohamed bin Saidi Omar                       | 1912        | Страна была включена в состав Третьей Французской республики. |
|                         | Королевство Конго                      | Мануэл III                                         | 1914        | Должность упразднена португальцами после неудачного восстания. |
|                         | Султанат Сулу                          | Sultan Jamalul-Kiram II                            | 1915        | Разделился на американское островное правительство над Филиппинскими островами, Британским Северным Борнео и Голландской Ост-Индией. |
|                         | Дарфурский султанат                    | Ali Dinar                                          | 1916        | Дарфур официально вновь включен в состав Англо-Египетского Судана. |
|                         | Китайская империя (1915—1916)          | Юань Шикай                                         | 1916        | Монархия пала вскоре после начала войны в защиту республики. |
|                         | Российская империя                     | Николай II                                         | 1917        | Русская революция 1917 года. |
|                         | Великое княжество Финляндское          | Николай II                                         | 1917        | Декларация независимости Финляндии. |
|                         | Королевство Черногория                 | Никола I                                           | 1918        | Референдум свергнул короля и объединил Черногорию с Сербией. |
|                         | Германская империя                     | Вильгельм II                                       | 1918        | Всё из-за поражения Германии в Первой мировой войне и последовавшей за ней немецкой революции. |
|                         | Пруссия                                | Вильгельм II                                       | 1918        | Всё из-за поражения Германии в Первой мировой войне и последовавшей за ней немецкой революции. |
|                         | Бавария                                | Людвиг III                                         | 1918        | Всё из-за поражения Германии в Первой мировой войне и последовавшей за ней немецкой революции. |
|                         | Вюртемберг                             | Вильгельм II                                       | 1918        | Всё из-за поражения Германии в Первой мировой войне и последовавшей за ней немецкой революции. |
|                         | Саксония                               | Фридрих Август III                                 | 1918        | Всё из-за поражения Германии в Первой мировой войне и последовавшей за ней немецкой революции. |
|                         | Гессен                                 | Эрнст Людвиг                                       | 1918        | Всё из-за поражения Германии в Первой мировой войне и последовавшей за ней немецкой революции. |
|                         | Баден                                  | Фридрих II                                         | 1918        | Всё из-за поражения Германии в Первой мировой войне и последовавшей за ней немецкой революции. |
|                         | Саксен-Веймар-Эйзенах                  | Вильгельм Эрнст                                    | 1918        | Всё из-за поражения Германии в Первой мировой войне и последовавшей за ней немецкой революции. |
|                         | Мекленбург-Шверин                      | Фридрих Франц IV                                   | 1918        | Всё из-за поражения Германии в Первой мировой войне и последовавшей за ней немецкой революции. |
|                         | Мекленбург-Стрелиц                     | Адольф Фридрих VI                                  | 1918        | Всё из-за поражения Германии в Первой мировой войне и последовавшей за ней немецкой революции. |
|                         | Ольденбург                             | Фридрих Август II                                  | 1918        | Всё из-за поражения Германии в Первой мировой войне и последовавшей за ней немецкой революции. |
|                         | Брауншвейг                             | Эрнст Август                                       | 1918        | Всё из-за поражения Германии в Первой мировой войне и последовавшей за ней немецкой революции. |
|                         | Ангальт                                | Иоахим Эрнст                                       | 1918        | Всё из-за поражения Германии в Первой мировой войне и последовавшей за ней немецкой революции. |
|                         | Саксен-Кобург-Гота                     | Карл Эдуард                                        | 1918        | Всё из-за поражения Германии в Первой мировой войне и последовавшей за ней немецкой революции. |
|                         | Саксен-Мейнинген                       | Бернгард III                                       | 1918        | Всё из-за поражения Германии в Первой мировой войне и последовавшей за ней немецкой революции. |
|                         | Саксен-Альтенбург                      | Эрнст II                                           | 1918        | Всё из-за поражения Германии в Первой мировой войне и последовавшей за ней немецкой революции. |
|                         | Вальдек                                | Фридрих                                            | 1918        | Всё из-за поражения Германии в Первой мировой войне и последовавшей за ней немецкой революции. |
|                         | Липпе                                  | Леопольд IV                                        | 1918        | Всё из-за поражения Германии в Первой мировой войне и последовавшей за ней немецкой революции. |
|                         | Шаумбург-Липпе                         | Адольф II                                          | 1918        | Всё из-за поражения Германии в Первой мировой войне и последовавшей за ней немецкой революции. |
|                         | Шварцбург-Рудольштадт                  | Гюнтер Виктор                                      | 1918        | Всё из-за поражения Германии в Первой мировой войне и последовавшей за ней немецкой революции. |
| Шварцбург-Зондерсгаузен |                                        | Гюнтер Виктор                                      | 1918        | Всё из-за поражения Германии в Первой мировой войне и последовавшей за ней немецкой революции. |
|                         | Рейсс                                  | Генрих XXIV Рёйсс-Грейцский                        | 1918        | Всё из-за поражения Германии в Первой мировой войне и последовавшей за ней немецкой революции. |
|                         | Рейсс                                  | Генрих XXVII                                       | 1918        | Всё из-за поражения Германии в Первой мировой войне и последовавшей за ней немецкой революции. |
|                         | Австрийская империя                    | Карл I                                             | 1918        | Карл I «отказался от участия» в государственных делах, но не отказался от престола. Монархия официально упразднена Сен-Жерменским договором 10 сентября 1919 года. |
|                         | Королевство Финляндия                  | Фридрих Карл I                                     | 1918        | Монархия никогда не действовала. |
|                         | Королевство Литва (1918)               | Миндаугас II                                       | 1918        | Монархия никогда не действовала. |
|                         | Королевство Польское (1916—1918)       | Правил регентский совет                            | 1918        | Монархия никогда не действовала. |
|                         | Королевство Венгрия                    | Карл IV                                            | 1918        | Монархия восстановлена в 1920 году, хотя трон оставался вакантным с регентом. |
|                         | Королевство Сербия                     | Пётр I                                             | 1918        | Страна преобразована в Королевство сербов, хорватов и словенцев. |
|                         | Украинская держава                     | Павел Скоропадский                                 | 1918        | Отстранен от власти после восстания под предводительством Симона Петлюры и вывода немецких войск из Киева. |
| 1920-е годы             |                                        |                                                    |             | |
|                         | Бухара (Узбекистан)                    | Сеид Алим-хан                                      | 1920        | Монархия свергнута вторжением Красной Армии (Бухарская операция). |
|                         | Хива (Узбекистан)                      | Abdallah Khan                                      | 1920        | Монархия свергнута коммунистическим восстанием при поддержке Красной Армии (Хивинская революция). |
|                         | Арабское королевство Сирия             | Фейсал I                                           | 1920        | Монархия свергнута после осады Дамаска. |
|                         | Османская империя                      | Мехмед VI                                          | 1922        | Султанат упразднен в 1922 году |
|                         | Виту                                   | Fumo `Umar ibn Ahmad                               | 1923        | Султанат был упразднён англичанами, страна вошла в состав Кенийской колонии. |
|                         | Королевство Греция                     | Георг II                                           | 1924        | Восстановлен в 1935 году, а затем снова упразднён в 1973 году (см. ниже). |
|                         | Монголия (1911—1921)                   | Богдо-гэгэн VIII                                   | 1924        | Коммунистическая Народная Республика провозглашена после смерти хана. |
|                         | Княжество Албания                      | Вильгельм I                                        | 1925        | Монархия восстановлена в 1928 году (Албанское королевство). |
|                         | Хорремшехр                             | Хазал аль-Кааби                                    | 1925        | Шейхство упразднено Персией |
|                         | Орунгу                                 | Rogombé-Nwèntchandi                                | 1927        | Должность упразднена французами. |
| 1930-е годы             |                                        |                                                    |             | |
|                         | Испания                                | Альфонсо XIII                                      | 1931        | Позже восстановлен (см. ниже). |
|                         | Джимма                                 | Abba Jofir                                         | 1932        | Захваченная эфиопами, Джимма присоединился к Эфиопии. |
|                         | Албанское королевство                  | Зогу I                                             | 1939        | Трон узурпировал Виктор Эммануил III, после итальянского вторжения. |
| 1940-е годы             |                                        |                                                    |             | |
|                         | Албания                                | Виктор Эммануил III                                | 1943        | Отказался от престола после итальянского перемирия. |
|                         | Хорватия                               | Томислав II                                        | 1943        | Отрёкся от престола после отказа от поддержки Италии. |
|                         | Королевство Исландия                   | Кристиан X                                         | 1944        | Союз с Данией прекращён. |
|                         | Королевство Черногория (1941—1944)     | Управлялся губернатором                            | 1944        | Монархия упразднена после захвата власти югославскими партизанами |
|                         | Королевство Югославия                  | Пётр II                                            | 1945        | Коммунистическое восстановление. |
|                         | Маньчжоу-го                            | Пу И                                               | 1945        | Монархия упразднена после капитуляции Японии. Территории возвращены Китайской Республике. |
|                         | Вьетнамская империя                    | Бао-дай-де                                         | 1945        | Монархия упразднена после капитуляции Японии. |
|                         | Королевство Венгрия (1920—1946)        | Миклош Хорти как регент                            | 1946        | Решение парламента без проведения референдума. |
|                         | Королевство Италия (1861—1946)         | Умберто II                                         | 1946        | Референдум; официальный результат: 54,3 % в пользу республики. |
|                         | Болгарское царство                     | Симеон II                                          | 1946        | Референдум проводился, чтобы решить, будет ли сохранена монархия; 95 % проголосовали в пользу республики. Позже Симеон занимал пост премьер-министра Болгарии в 2001—2005 годах. |
|                         | Саравак                                | Вайнер Брук                                        | 1946        | Белые раджи передали власть британской короне. |
|                         | Королевство Румыния                    | Михай I                                            | 1947        | Изгнан коммунистами. |
|                         | Ирландия                               | Георг VI                                           | 1949        | Король Соединённого Королевства упразднил последнюю «монархию Ирландии». |
| 1950-е годы             |                                        |                                                    |             | |
|                         | Индийский Союз                         | Георг VI                                           | 1950        | Упразднена монархия Содружества. |
|                         | Джайсалмер                             | Giridhar Singh Bhati                               | 1950        | Княжество Джайсалмер объединилось с Индией в 1950 году. |
|                         | Майсур                                 | Джаячамараджендра Водеяр                           | 1950        | Королевство Майсур объединилось с Индией в 1950 году. |
|                         | Тибет (1912—1951)                      | Далай-лама XIV                                     | 1951        | Включена в состав Китайской народной республики. |
|                         | Королевство Египет                     | Фуад II                                            | 1953        | Республика провозглашена через год после государственного переворота 1952 года. |
|                         | Доминион Пакистан                      | Елизавета II                                       | 1956        | Упразднена монархия Содружества. |
|                         | Королевство Тунис                      | Мухаммад VIII                                      | 1957        | Решение парламента. |
|                         | Королевство Ирак                       | Фейсал II                                          | 1958        | Государственный переворот |
| 1960-е годы             |                                        |                                                    |             | |
|                         | Гана                                   | Елизавета II                                       | 1960        | Упразднена монархия Содружества по итогам референдума; официальный результат: 88 % в пользу республики. |
|                         | Южно-Африканский Союз                  | Елизавета II                                       | 1961        | Упразднена монархия Содружества в соответствии с референдумом 1960 года; официальный результат: 53 % в пользу республики. |
|                         | Королевство Руанда                     | Кигели V                                           | 1961        | Государственный переворот с последующим референдумом; официальный результат: 80 % за отмену монархии. |
|                         | Танганьика                             | Елизавета II                                       | 1962        | Упразднена монархия Содружества. |
|                         | Йеменское Мутаваккилийское королевство | Мухаммад аль-Бадр                                  | 1962        | Государственный переворот |
|                         | Нигерия                                | Елизавета II                                       | 1963        | Упразднена монархия Содружества. |
|                         | Уганда                                 | Елизавета II                                       | 1963        | Упразднена монархия Содружества. |
|                         | Кения                                  | Елизавета II                                       | 1964        | Упразднена монархия Содружества. |
|                         | Занзибар                               | Джамшид ибн Абдулла                                | 1964        | Занзибарская революция |
|                         | Королевство Бурунди                    | Нтаре V                                            | 1966        | Государственный переворот |
|                         | Малави                                 | Елизавета II                                       | 1966        | Упразднена монархия Содружества. |
|                         | Султанат Фадли                         | Nasser bin Abdullah bin Hussein bin Ahmed Alfadhli | 1967        | Страны были включены в недавно созданную Народную Республику Южный Йемен. |
|                         | Султанат Куайти                        | Ghalib II bin Awadh bin Saleh Al Qu’aiti           | 1967        | Страны были включены в недавно созданную Народную Республику Южный Йемен. |
|                         | Султанат Верхняя Яфа                   | Muhammad ibn Salih Harharah                        | 1967        | Страны были включены в недавно созданную Народную Республику Южный Йемен. |
|                         | Султанат Нижняя Яфа                    | Mahmud ibn Aidrus Al Afifi                         | 1967        | Страны были включены в недавно созданную Народную Республику Южный Йемен. |
|                         | Шейхство Мафлахи                       | al Qasim ibn Abd ar Rahman                         | 1967        | Страны были включены в недавно созданную Народную Республику Южный Йемен. |
|                         | Султанат Аудхали                       | Salih ibn al Husayn ibn Jabil Al Audhali           | 1967        | Страны были включены в недавно созданную Народную Республику Южный Йемен. |
|                         | Эмират Бейхан                          | Saleh al Hussein Al Habieli                        | 1967        | Страны были включены в недавно созданную Народную Республику Южный Йемен. |
|                         | Шейхство Датина                        |                                                    | 1967        | Страны были включены в недавно созданную Народную Республику Южный Йемен. |
|                         | Эмират Дали                            | Shafaul ibn Ali Shaif Al Amiri                     | 1967        | Страны были включены в недавно созданную Народную Республику Южный Йемен. |
|                         | Вахидский султанат Балхаф              |                                                    | 1967        | Страны были включены в недавно созданную Народную Республику Южный Йемен. |
|                         | Шейхство Шаиб                          | Yahya ibn Mutahhar al-Saqladi                      | 1967        | Страны были включены в недавно созданную Народную Республику Южный Йемен. |
|                         | Шейхство Алави                         | Salih ibn Sayil Al Alawi                           | 1967        | Страны были включены в недавно созданную Народную Республику Южный Йемен. |
|                         | Шейхство Акраби                        | Mahmud ibn Muhammad Al Aqrabi                      | 1967        | Страны были включены в недавно созданную Народную Республику Южный Йемен. |
|                         | Вахидский султанат Хаббан              | Husayn ibn Abd Allah Al Wahidi                     | 1967        | Страны были включены в недавно созданную Народную Республику Южный Йемен. |
|                         | Шейхство Кутаиби                       |                                                    | 1967        | Страны были включены в недавно созданную Народную Республику Южный Йемен. |
|                         | Шейхство Хадрами                       |                                                    | 1967        | Страны были включены в недавно созданную Народную Республику Южный Йемен. |
|                         | Шейхство Мавсата                       |                                                    | 1967        | Страны были включены в недавно созданную Народную Республику Южный Йемен. |
|                         | Шейхство Буси                          |                                                    | 1967        | Страны были включены в недавно созданную Народную Республику Южный Йемен. |
|                         | Шейхство Дуби                          |                                                    | 1967        | Страны были включены в недавно созданную Народную Республику Южный Йемен. |
|                         | Султанат Хаушаби                       | Faisal bin Surur Al Haushabi                       | 1967        | Страны были включены в недавно созданную Народную Республику Южный Йемен. |
|                         | Султанат Касири                        | Al Husayn ibn Ali                                  | 1967        | Страны были включены в недавно созданную Народную Республику Южный Йемен. |
|                         | Султанат Махра                         |                                                    | 1967        | Страны были включены в недавно созданную Народную Республику Южный Йемен. |
|                         | Султанат Лахедж                        | Ali bin Abd al Karim al Abdali                     | 1967        | Страны были включены в недавно созданную Народную Республику Южный Йемен. |
|                         | Шейхство аль-Хавра                     |                                                    | 1967        | Страны были включены в недавно созданную Народную Республику Южный Йемен. |
|                         | Шейхство аль-Ирка                      |                                                    | 1967        | Страны были включены в недавно созданную Народную Республику Южный Йемен. |
|                         | Султанат Нижний Аулаки                 | Nasir ibn Aidrus Al Awlaqi                         | 1967        | Страны были включены в недавно созданную Народную Республику Южный Йемен. |
|                         | Султанат Верхний Аулаки                | Awad ibn Salih Al Awlaqi                           | 1967        | Страны были включены в недавно созданную Народную Республику Южный Йемен. |
|                         | Шейхство Верхний Аулаки                | Amir Abd Allah ibn Muhsin al Yaslami Al Aulaqi     | 1967        | Страны были включены в недавно созданную Народную Республику Южный Йемен. |
|                         | Мальдивы                               | Мухаммед Фарид Диди                                | 1968        | Референдум о независимости. |
|                         | Королевство Ливия                      | Идрис I                                            | 1969        | Государственный переворот |
| 1970-е годы             |                                        |                                                    |             | |
|                         | Родезия                                | Елизавета II                                       | 1970        | Упразднена монархия Содружества. Непризнанное правительство британской колонии Южная Родезия в одностороннем порядке провозгласило независимость Родезии в 1965 году, провозгласив Елизавету II королевой, но она не приняла этот титул, и он не был признан каким-либо другим государством. После референдума 1969 года, на котором 81 % проголосовали за отмену монархии, в 1970 году была объявлена республика. |
|                         | Камбоджа                               | Нородом Сианук                                     | 1970        | Позже восстановлен (см. ниже). |
|                         | Гамбия                                 | Елизавета II                                       | 1971        | Упразднена монархия Содружества. |
|                         | Гайана                                 | Елизавета II                                       | 1971        | Упразднена монархия Содружества. |
|                         | Сьерра-Леоне                           | Елизавета II                                       | 1971        | Упразднена монархия Содружества. |
|                         | Цейлон                                 | Елизавета II                                       | 1972        | Упразднена монархия Содружества, название государства изменено на «Шри-Ланка». |
|                         | Королевство Афганистан                 | Захир-шах                                          | 1973        | Государственный переворот |
|                         | Эфиопская империя                      | Хайле Селассие I                                   | 1974        | Государственный переворот |
|                         | Королевство Греция                     | Константин II                                      | 1974        | Референдум; официальный результат: 69 % против монархии |
|                         | Мальта                                 | Елизавета II                                       | 1974        | Упразднена монархия Содружества. |
|                         | Королевство Лаос                       | Саванг Ватхана                                     | 1975        | Захват власти коммунистами |
|                         | Сикким                                 | Палден Тондуп Намгьял                              | 1975        | Референдум; официальный результат: 97 % проголосовали за присоединение в качестве штата Индии. |
|                         | Тринидад и Тобаго                      | Елизавета II                                       | 1976        | Упразднена монархия Содружества. |
|                         | Шаханшахское государство Иран          | Мохаммед Реза Пехлеви                              | 1979        | Исламская революция в Иране |
|                         | Центральноафриканская империя          | Бокасса I                                          | 1979        | Государственный переворот |
| 1980-е годы             |                                        |                                                    |             | |
|                         | Рвензуруру                             | Charles Mumbere                                    | 1982        | Правительство Уганды вынуждено было отречься от престола; декларация независимости Рвензуруру была аннулирована. |
|                         | Фиджи                                  | Елизавета II                                       | 1987        | Упразднена монархия Содружества. Елизавета II оставалась признанной Верховным вождем Великим советом вождей вплоть до его роспуска 14 марта 2012 года. |
| 1990-е годы             |                                        |                                                    |             | |
|                         | Кувейт                                 | Джабер аль-Ахмед аль-Джабер ас-Сабах               | 1990        | Позже восстановлен (см. ниже) |
|                         | Маврикий                               | Елизавета II                                       | 1992        | Упразднена монархия Содружества. |
| 2000-е годы             |                                        |                                                    |             | |
|                         | Королевство Непал                      | Гьянендра                                          | 2008        | Решение парламента. |
| 2020-е годы             |                                        |                                                    |             | |
|                         | Барбадос                               | Елизавета II                                       | 2021        | Упразднена монархия Содружества. |

## XXI век

### Ликвидация оставшихся монархий
Большая часть монархий не пережила XX век, те, что остались, были ограничены статусом номинального главы или продолжали существовать в странных формах, таких как коммунистическая монархия Камбоджи. Одной из немногих оставшихся традиционных монархий было Королевство Непал. После ряда странных событий монархия короля Гьянендры была упразднена в мае 2008 года и заменена светской федеративной республикой.

### Монархии, которые были упразднены, восстановлены и продолжают существовать в XXI веке
| Страна | Страна                   | Год упразднения монархии                                                                                       | Примечания | Год восстановления монархии | Годы республики |
| ------ | ------------------------ | --- | --- | --------------------------- | --------------- |
|        | Англия                   | 1649 | Было создано Содружество Англии, затем парламент изменил свою позицию и призвал к возвращению монархии.              | 1660                        | 11              |
|        | Шотландия                | 1652 | Содружество | 1660                        | 8               |
|        | Испания                  | 1873 | Создана Первая Испанская республика                                                                                  | 1874                        | 1               |
| 1931   | Испания                  | Создана Вторая Испанская Республика, затем в 1947 году восстановлена (де-юре) под регентством Франсиско Франко | 1975 (де-факто) | 44 (16 — де-юре)            |                 |
|        | Кувейт                   | 1990 | Республика Кувейт, провозглашенная до аннексии Ираком; восстановлена в ходе войны в Персидском заливе.               | 1991                        | 1               |
|        | Анколе                   | 1967 | Четыре традиционные угандийские монархии упразднены правительством в соответствии с новой конституцией Милтона Оботе | 1993                        | 26              |
|        | Буганда                  | 1967 | Четыре традиционные угандийские монархии упразднены правительством в соответствии с новой конституцией Милтона Оботе | 1993                        | 26              |
|        | Уньоро                   | 1967 | Четыре традиционные угандийские монархии упразднены правительством в соответствии с новой конституцией Милтона Оботе | 1993                        | 26              |
|        | Торо                     | 1967 | Четыре традиционные угандийские монархии упразднены правительством в соответствии с новой конституцией Милтона Оботе | 1993                        | 26              |
|        | Камбоджа                 | 1970 | Кхмерская республика была создана и посредством преобразований восстановлена как выборная монархия.                  | 1993                        | 23              |
|        | Рвензуруру, часть Уганды | 1982 | «Восстановлен» из-за народной поддержки, несмотря на отсутствие доказательств существования такого королевства.      | 2009 (де-факто)             | 27              |

Многие другие монархии продолжают существовать в 21 веке, никогда не будучи упразднёнными.